# Stenosphenus proruber
Stenosphenus proruber là một loài bọ cánh cứng trong họ Cerambycidae.